# بيت جميل (جحانة)

تعديل مصدري - تعديل

بيت جميل هي إحدى قرى عزلة اليمانية السفلى بمديرية جحانة التابعة لمحافظة صنعاء، بلغ تعداد سكانها 214 نسمة حسب تعداد اليمن لعام 2004.